# Краснолученський
Краснолученський (рос. Краснолученский) — селище у Новоніколаєвському районі Волгоградської області Російської Федерації.
Населення становить 91 особу. Входить до складу муніципального утворення Серпо-Молотське сільське поселення.

## Історія
Селище розташоване у межах українського історичного та культурного регіону Жовтий Клин.
Згідно із законом від 22 грудня 2004 року N 975-ОД органом місцевого самоврядування є Серпо-Молотське сільське поселення.

## Населення
| 2010 |
| ---- |
| 91   |